# Miran Kader
Miran Kader Kamala, född 1 augusti 1970, är en svensk skådespelare.
Miran kom till Sverige 1989 från Irakiska Kurdistan. Han studerade på teaterlinjen vid Göteborgs Folkhögskola 1994–1995, projektledarutbildning SISU 1998 och Institutet för högre TV-utbildning 2006–2007. Han debuterade i film- och TV-sammanhang 2004 i Agneta Fagerström-Olssons serie Kniven i hjärtat. 2007 spelade han rollen som Mehram i TV-serien Leende guldbruna ögon.

## Filmografi
- 2004 – Kniven i hjärtat (TV-serie)
- 2006 – Offside
- 2007 – Leende guldbruna ögon (TV-serie)
- 2007 – Lasse Rules
- 2008 – Kungamordet (TV-serie)
- 2008 – Jag är bög
- 2009 – Wallander – Dödsängeln
- 2009 – Tennis är livet
- 2010 – Sebbe
- 2010 – Pax
- 2010 – Saltön (TV-serie)
- 2011 – Irene Huss – Jagat vittne
- 2011 – Den bästa utsikten
- 2012 – Cockpit
- 2013 – Fjällbackamorden – Vänner för livet
- 2014 – Ettor och nollor (TV-serie)
- 2015 – Beck – Invasionen
- 2015 – Johan Falk: Tyst diplomati
- 2015 – Ginas show (TV-serie)
- 2016 – #hashtag (TV-serie)
- 2024 – Doktrinen (TV-serie)

## Teater, i urval
- 1992 –  Styrman Karlssons flammor, Hisingens Kultur och Teaterförening
- 1993 –  Räkan från Maxim, Hisingens Kultur och Teaterförening
- 1994 –  Dansarens kvinna, Teater Pyrofon
- 2000 –  Faust, (kurdisk föreställning)
- 2001 –  Kaper, Teater HÅBA (kurdisk föreställning)
- 2010 –  En timme kvar, Teater Trixter
- 2012 –  Bibeln, Göteborgs stadsteater
- 2015 –  I came to see you, Malmö Stadsteater
- 2016 –  HJÄLPGALAN, Teater Trixter
- 2017 –  BARDO, Teater Trixter
- 2017 –  Bröderna Lejonhjärta, BORÅS STADSTEATER

## Regissör
- 2013 – Dansarens kvinna, Sulaymaniyah Kurdish Fine Arts Society (kurdisk föreställning)